# Ambrosina bassii
Ambrosina es un género monotípico de fanerógamas perteneciente a la familia Araceae. Su única especie es Ambrosina bassii, la más pequeña arácea de la Cuenca del Mediterráneo. Por lo general vegeta en las laderas norte de los bosques y sobre el sustrato de humus que cubre la piedra caliza. Se encuentra ampliamente distribuida en Cerdeña, Italia meridional, y Argelia.

## Descripción
Planta que alcanza solo los 8 cm de altura, de hojas ovaladas de 3,5 a 6 cm de largo y parecidas a las hojas de muchas plantas de la familia de las aráceas. La inflorescencia es de 2,5 cm de largo y se encuentra inclinada, tiene una espata inusual. La espata tiene forma de huevo de color marrón verdoso con puntos. Su interior se divide en cámaras. En una se encuentra una flor femenina única y en las otras de 8 a 10 flores masculinas. Las semillas son dispersadas por las hormigas que se comen las eleosomas adjuntas a las semillas.
Esta especie no está emparentada con ninguna otra planta, por lo que es bastante singular. Es también la única de la tribu Ambrosineae. 

## Taxonomía
Ambrosina bassii fue descrita por Carlos Linneo y publicado en Genera Filicum 6: 517. 1764.
Etimología
Ambrosina: nombre genérico que fue otorgado por Linneo en honor del botánico italiano Bartolomeo Ambrosini.
Sinonimia
- Ambrosina nervosa Lam., Encycl. 1: 128 (1785).
- Ambrosina maculata Ucria, Nuova Racc. Opusc. Aut. Sicil. 6: 256 (1793).
- Ambrosina maculata Ucria, Arch. Bot. (Leipzig) 1(1): 70 (1796), nom. illeg.
- Ambrosina reticulata Tineo, Cat. Pl. Hort. Panorm.: 24 (1827).
- Ambrosina velutina Blume ex Heynh., Alph. Aufz. Gew.: 32 (1846).
- Ambrosina proboscidea T.Durand & Schinz, Consp. Fl. Afric. 5: 482 (1894).[2]